# Петришкі
Петр́ишкі (біл. Пятры́шкі) — агромістечко у Мінському районі Мінської області Білорусі. Адміністративний центр Петришківської сільської ради.

## Географія
Розташований на березі головного каналу Вілейсько-Мінської водної системи, на автошляху H8941, за 37 км на північний захід від Мінська. Через агромістечко проходить залізнична лінія Мінськ — Молодечно, на якій розташована залізнична станція Радошковичі.

## Населення
Станом на 2001 рік чисельність населення складала 1844 осіб, налічувалося 628 домогоспадарств.

## Меморіал
- Братська могила радянських воїнів та партизан, що полягли за звільнення Білорусі від німецько-фашистських загарбників під час Другої світової війни.

## Відома особа
- Карпович Сергій Олександрович (нар. 1994) — білоруський футболіст.